# 2023 en hockey sur glace
Cette page présente les éléments de hockey sur glace de l'année 2023, que ce soit d'un point de vue rencontres internationales ou championnats nationaux. Les grandes dates des différentes compétitions sont données ainsi que les décès de personnalités du hockey mondial.

## Autres

### Fins de carrière
- 24 janvier : Daniel Sondell.
- 26 janvier : Mathieu Brodeur.
- 27 janvier : Patrick Parati.
- 3 février : Simon Löf.
- 6 février : Tobias Stephan.
- 7 février : Joel Lundqvist.
- 8 février : Teddy Trabichet.
- 24 février : Danis Zaripov.
- 3 mars : Joonas Jalvanti.
- 9 mars : Anders Bastiansen.
- 10 mars : Simon Rytz.
- 12 mars : Flurin Randegger.
- 17 mars : Richard Aimonetto.
- 21 mars : Marc Abplanalp.
- 21 mars : Daniel Oberkofler.
- 21 mars : Kévin Igier.
- 22 mars : Brian Boyle.
- 26 mars : Lionel Tarantino.
- 27 mars : Vassili Kochetchkine.
- 30 mars : Alexander Barta.
- 4 avril : Peter Regin.
- 4 avril : Henri-Corentin Buysse.
- 4 avril : Thomas Wellinger.
- 5 avril : Niklas Hjalmarsson.
- 11 avril : Ondřej Němec.
- 12 avril : Brian Lashoff.
- 12 avril : Perttu Lindgren.
- 14 avril : Nigel Dawes.
- 14 avril : János Vas.
- 14 avril : Craig Anderson.
- 25 avril : Ievgueni Ketov.
- 27 avril : Kristian Kuusela.
- 28 avril : Benjamin Antonietti.
- 1 mai : Iaroslav Khabarov.
- 3 mai : Mark Borowiecki.
- 3 mai : Jens Westin.
- 4 mai : Denis Kokarev.
- 4 mai : Alexander Deilert.
- 28 juin : Pierre-Charles Hordelalay.
- 30 juin : Patric Hörnqvist.
- 30 juin : Markus Nutivaara.
- 20 juillet : Nate Thompson.
- 22 juillet : Andrew Sarauer.
- 25 juillet : Johan Fransson.
- 25 juillet : Patrice Bergeron.
- 1 août : Sami Lepistö.
- 1 août : Carl Söderberg.
- 2 août : Aleksandr Boumaguine.
- 3 août : Sven Bärtschi.
- 4 août : Jonas Holøs.
- 4 août : Joakim Lindström.
- 4 août : Jesper Jensen.
- 5 août : Luka Gračnar.
- 7 août : Max Oberrauch.
- 10 août : Zach Redmond.
- 14 août : David Krejčí.
- 21 août : Jonathan Bernier.
- 24 août : Reto Suri.
- 28 août : Joonas Donskoi.
- 30 août : Frank Mauer.
- 30 août : Carl Hagelin.
- 12 septembre : Nick Holden.
- 26 octobre: Zack Kassian.
- 28 octobre: Tomáš Plekanec.
- 31 octobre : Paul Stastny.
- 12 novembre : Maksim Gontcharov.
- 20 décembre : Nolan Patrick.

### Décès
- 1 janvier : Bob Rivard.
- 15 janvier : Gino Odjick.
- 30 janvier : Robert Hull.
- 10 avril : Raymond Sawada.
- 4 mai : Petr Klíma.
- 7 mai : Victor Stasiuk.
- 13 mai : Weldon Olson.
- 29 mai : Teppo Rastio.
- 2 juin : Willie Marshall.
- 9 juin : Floyd Martin.
- 14 juillet : William MacMillan.
- 15 juillet : Lew Morrison.
- 15 juillet : Yrjö Hakala.
- 27 juillet : Wayne Maxner.
- 28 juillet : Timo Hirvonen.
- 3 août : Robert Murdoch.
- 6 août : Gilles Gilbert.
- 14 août : Rodion Amirov.
- 14 août : Robert Baun.
- 3 septembre : Morgan Samuelsson.
- 18 septembre : Henry Boucha.
- 23 septembre : Nicolas Kerdiles.
- 8 octobre : Dunc Wilson.
- 25 octobre : Ed Sandford.
- 28 octobre : Adam Johnson.
- 3 novembre : Matti Reunamäki.
- 12 novembre : Roman Čechmánek.
- 1 décembre : Robert Dickson.
- 24 décembre : Réginald Savage.